# Bhairab
Bhairab est une upazila du Bangladesh dans le district de Kishoreganj. En 2011, on y dénombrait 298 309 habitants.